# Torrehermosa
Torrehermosa és un municipi de la província de Saragossa situat a la comarca de la Comunitat de Calataiud. És el poble natal de Pasqual Bailón (1540-1592).